# Solente
Solente ist eine französische Gemeinde mit 107 Einwohnern (Stand: 1. Januar 2022) im Département Oise in der Region Hauts-de-France (vor 2016 Picardie). Sie gehört zum Kanton Thourotte (bis 2015 Guiscard) und zum Gemeindeverband Pays Noyonnais. 

## Geografie
Solente liegt im Pays Noyonnais etwa 48 Kilometer nordnordöstlich von Compiègne. Umgeben wird Solente von den Nachbargemeinden Balâtre im Norden und Nordwesten, Biarre im Norden, Cressy-Omencourt im Osten und Nordosten, Ognolles im Osten und Südosten, Beaulieu-les-Fontaines im Süden sowie Champien im Süden und Westen.

## Bevölkerungsentwicklung
| Jahr                      | 1962 | 1968 | 1975 | 1982 | 1990 | 1999 | 2006 | 2013 |
| ------------------------- | ---- | ---- | ---- | ---- | ---- | ---- | ---- | ---- |
| Einwohner                 | 116  | 112  | 103  | 97   | 97   | 87   | 113  | 131  |
| Quelle: Cassini und INSEE |      |      |      |      |      |      |      |      |

## Sehenswürdigkeiten

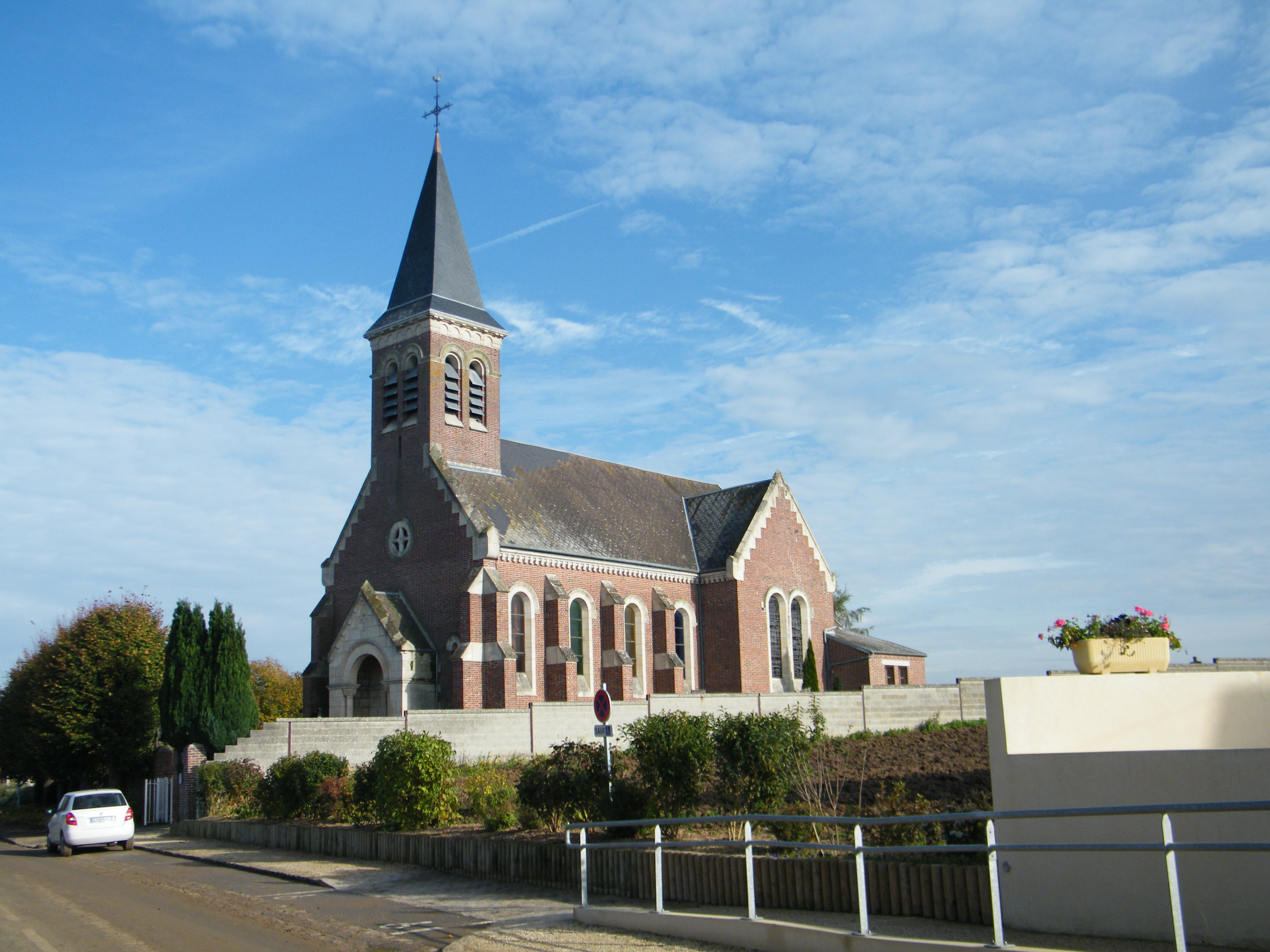
Kirche Saint-Jean-Baptiste

- Kirche Saint-Jean-Baptiste